# Sangrampur (Sarlahi)
Sangrampur (nepalski: सग्रामपुर) – gaun wikas samiti w środkowej części Nepalu w strefie Dźanakpur w dystrykcie Sarlahi. Według nepalskiego spisu powszechnego z 2001 roku liczył on 964 gospodarstw domowych i 5790 mieszkańców (2770 kobiet i 3020 mężczyzn).